# القهوة في كوريا

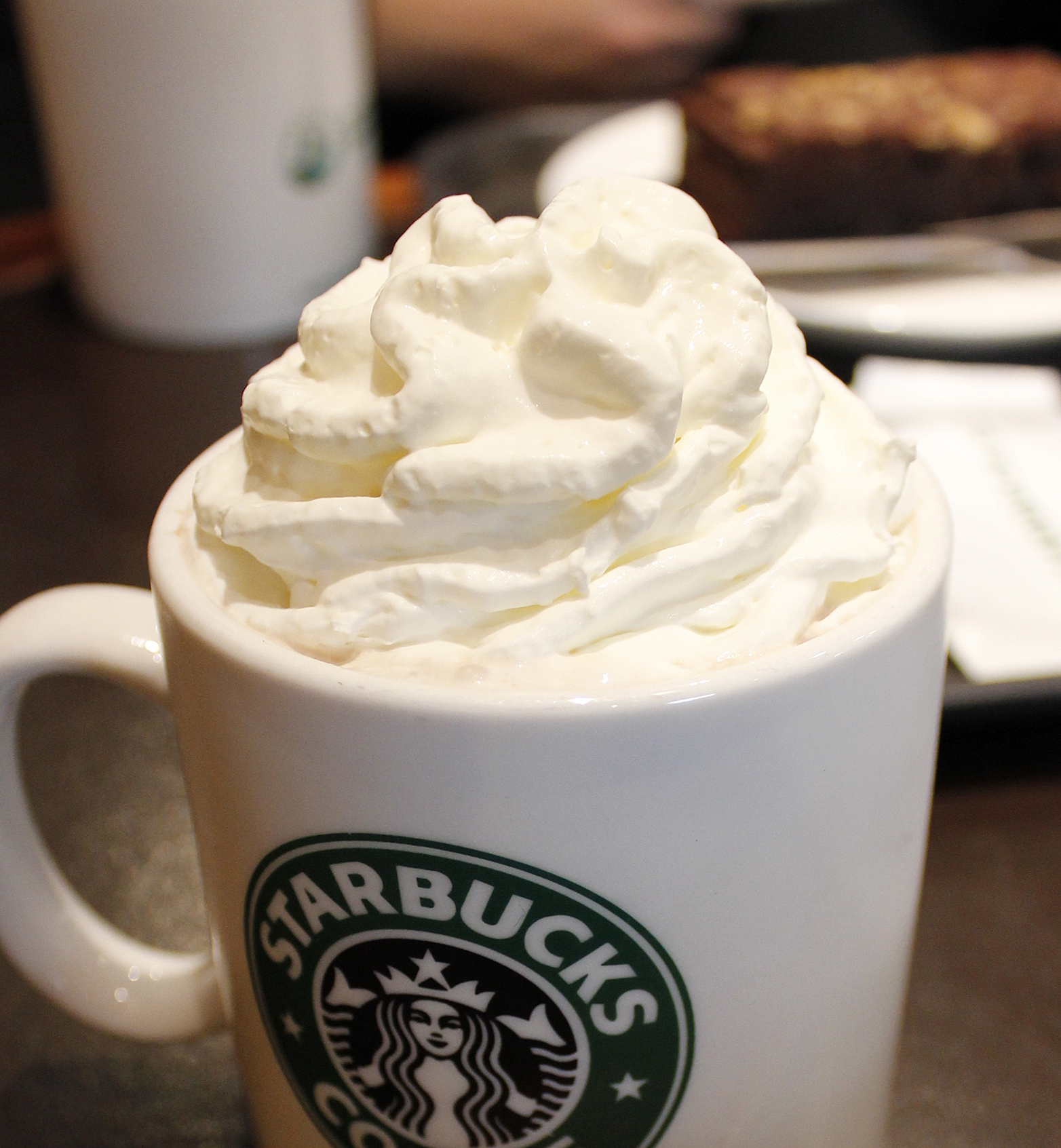
صورة لقهوة ستاربكس مغطاة بالكريمة في سيول.

تاريخ منشأ القهوة في كوريا يعود للقرن 19م فالآن أصبحت عاملاً مهماً في ثقافتهم وتعتبر من أكثر المشروبات ذات شعبية لديهم مما أدى ذلك إلى أنها أصبحت سلعة ذات أهمية في الأسواق الكورية.

## تاريخ القهوة في كوريا
صرح جونمانكانغ بشأن ذهاب الملك جو جونغ لمقهى ستاربكس عام 1896 م (한국어: 고종스타벅스에가다) انه كان أول من تذوق القهوة في كوريا فقد استضافت امرأة أخ السفير الروسي انتوانيت سونتاغ الملك بكوب من القهوة. لقد كان الشعب الكوري يشعر بالفضول بشأن الثقافات الأجنبية والمشروب الجديد لأنه أتٍ من الغرب ويشابه طب الأعشاب الآسيوي الذي لا يستطيع تحمل تكلفته غير الأغنياء، وكان يعتبر كرمز للثقافة الأجنبية والحياة العصرية. في الأيام الأولى كان الناس يدعون المقهى بالدابانق، وفي عام 1902م تم بناء أول دابانق في جونغيو جيونغدونغ في سيول، بناه سونتاغ وقام بتسميته بفندق سونتاغ.
تعود بداية النوع الحديث من الدابانق لعام 1927م في منطقة ميونق دونق ومن ثم امتد لمنطقتي جونقنو وتشنقميورو. في البداية كان الدابانق للعائلة الملكية وللأشخاص ذو المناصب العليا، فيما بعد أصبحت تُستخدم كصالات للسياسيين ومقراً للفنانين ومكاناً لعقد اجتماعات رجال الأعمال. ولقد كان الشعب الكوري منجذب للدابانق لاستمتاعه بجو المكان أثناء شرب القهوة.
استمرت الدابانق في منتصف 1900م كمكان للقاءات أكثر من كونها مكاناً ليجتمع فيه الناس لشرب القهوة. ومع ذلك لم يحن الوقت بعد للعامة أن يستهلكوا القهوة بسبب أسعارها المرتفعة. قبل بداية المقاهي كان غالبية الأشخاص ذو المناصب العليا يعقدون اجتماعاتهم في بيوت كيسيانق بينما كانوا العامة يتسكعون في جماكس ليتحدثوا عن حياتهم وعن السياسة، والأندبانق كانت مركزاً للمناقشات السياسية والاقتصادية والثقافة والتعليم والفن والديانة من قبل الناس من مختلف المهن، لذلك قامت الحكومة الكورية بالحد بصرامة على زيارات الأفراد للدابانق. ومن هذا المنطلق كانت المقاهي الكورية في الخمسينات مشابهة جداً لمقاهي برازيان التي كانت في أواخر القرن السابع عشر حيث كانت الشرطة تراقب المقاهي بعناية لكون المقاهي مؤسسات اجتماعية.
في الستينات ارتفعت قيمة القهوة بسرعة مفاجئة لأن القهوة منعت من الدابانق بسبب حركة استخدام المنتجات المحلية من بعد الانقلاب العسكري للديكتاتور بارك تشنغي عام 1961م، ومع ذلك في الستينات أصبح الدابانق بشكل عام منفتح أكثر لذو الطبقة المتوسطة. وبالرغم من أن الدابانق كان فقط للبالغين الا ان بعدها أصبح مكاناً مشهوراً للمواعدة عند الشباب والشابات. وفي السبعينات ظهرت أول سمه للدابانق وكانت على الأرجح الموسيقى، وكان لهذا النوع من الدابانق منسق أغاني والذي كان يستقبل طلبات الأغاني من الزبائن وبعدها يقوم بتشغيل الأغاني المسجلة لديهم. وكان الدابانق أيضا يزود طلاب الجامعة بحرية تامة للتعبير عن آرائهم في السياسة.
وبما أن المنافسة زادت بين جميع الدابانق في الثمانينات فقد قام كل دابانق بتزين نفسه بأدوات مميزة كالإضاءة الوردية والنوافير الداخلية ليثبتوا أنفسهم في وقتٍ كانت فيه الأسواق تزدحم بشكل تدريجي. وفي هذا الوقت من ذلك القرن خَضعت الدابانق لتغيرات جذرية في جو المكان وقائمة الطلبات ومثلاً على ذلك الدابانق المظلمة المقسمة لغرف، حيث يتم تغير مناظر بعض الغرف لمناظر أكثر اشراقاً واجواءً أكثر دفءً. وأصحاب هذا النوع الجديد من المقاهي قاموا بتسميه أنفسهم بالمقاهي ليميزوا أنفسهم عن الدابانق ذو النمط التقليدي، والذي يركز على الأنواع المختلفة من القهوة بدلاً من بيع الصودا والشاي التقليديان.
قام الناس في التسعينات بالتفكير بالاستهلاك ووصلوا إلى أنه يُفضل أن يتسم المقهى بتصميم داخلي متقن واحترافية في صنع القهوة، وبعدها حدثت نقله كبيرة عام 1999م في ثقافة المقاهي الكورية عندما حصل مقهى ستاربكس المقهى الأجنبي الأول على الترخيص في كوريا، الذي تم إنشاؤه في منطقة سنتشون في سيول. فقد قدم ستاربكس لكوريا ثقافات جديدة للمقاهي كثقافة الطلبات الخارجية ونظام الخدمة الذاتية دون الحاجة لنادلات ذوي المظهر الحسن وأيضا ثقافة الجلوس وحيداً في المقهى لقراءة كتاب ما أو لحل الواجبات المنزلية. حتى الآن الكثير من المقاهي الأجنبية المرخصة دخلت السوق بتنوع كبير في القهوة وفي أجواء المقهى أيضاً. والكثير من المقاهي المحلية المرخصة والمقاهي الصغيرة المملوكة للقطاع الخاص ظهروا بسماتهم الفريدة.

## استهلاك القهوة
في عام 2015م كان هنالك حوالي 49600 مقهى في كوريا الجنوبية، و 17000 مقهى لستاربكس في سيول، مما جعل نصيب استهلاك الفرد من القهوة في سيول أكبر من نصيب استهلاك الفرد في سياتل وسان فرانسسكو. وفي عام 2013م تم تقدير بيع تقريبا 657000 طن من القهوة في كوريا الجنوبية بمعدل استهلاك حوالي 2.3 كجم للفرد الواحد.

## المحامص
ستاربكس

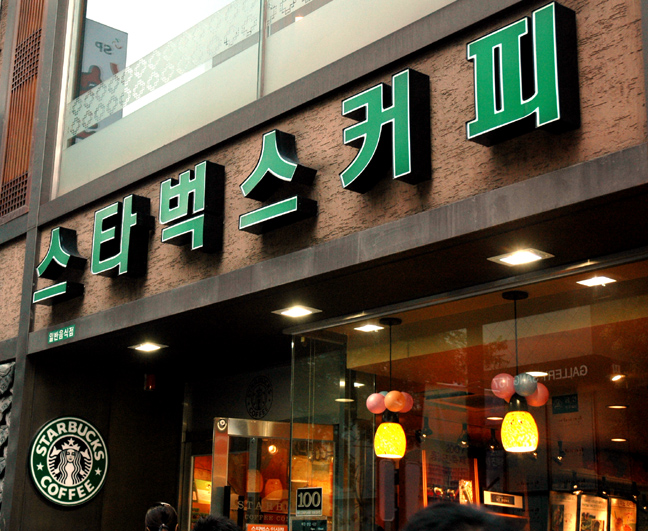
صورة لمقهى ستاربكس في سيول.

عام 1999م تم افتتاح أول فرع لستاربكس في كوريا ومنذ عام 2011م حتى الآن يتم افتتاح 80 فرعاً جديداً سنوياً. الترابط القوي بين الشعب الكوري والأمريكي كان عاملاً قوياً في أن أصبحت القهوة مرغوبة بين الكوريين فالكثير منهم قد أتخذ القهوة أسلوب لحياتهم وأصبحت علامة مميزة في جميع أنحاء المدينة. فأصبحوا ملاك الأراضي متلهفين لافتتاح فرع لستاربكس في بناياتهم لتحسين سمعتهم وصورتهم. تم استبدال دابانق التقليدي الذي كان من أكثر الأماكن شهرة لعقد الاجتماعات بالسلسة الأمريكية الكبيرة التي استفادت من الطلب الكبير المفاجئ على القهوة. وأيضا تم استغلال هذه الفرص المتزايدة من قبل التجارة المحلية ورجال الأعمال. والآن يتباهون ب 17000 فرع في سيول، فأصبحت سيول تمتلك أعلى عدد لفروع ستاربكس في العالم حيث أن عدد فروعها أصبح أكثر من عدد فروع نيويورك.
مقهى بيني
في شهر مايو من عام 2008م تم تأسيس سلسة مقاهي بيني في سيول، كوريا الجنوبية من قبل الرئيس التنفيذي سون كون كيم. وتمتلك سلسة مقاهي بيني أكبر عدد فروع للمقاهي في جميع أنحاء كوريا الجنوبية. وفي عام 2012م يوم 24 من شهر أبريل امتلك مقهى بيني 760 فرعاً. في بداياته كافح ليحصل على الانتباه في وقتٍ كان فيه السوق مليء بالمقاهي الأمريكية ونتيجة لذلك فشل بكسب الاعتراف بعلامته التجارية فقام سون كون كيم بعقد صفقة مع عدة برامج ترفيهيه ليروجوا لاماكن قهوته بعدد من البرامج التلفزيونية مقابل أن يحصلوا على نسبة 3% من أرباح الشركة.
إيديا
هي سلسلة مقاهي متوسطة السعر تم تأسيسها عام 2001م. تتم ادارتها من قبل الرئيس التنفيذي مون تشانغ كي، ومنذ عام 2016م حتى الآن لديها تقريبا 1800 فرع.
7-إلفن
هو المتجر الملائم العالمي الذي يوفر القهوة بأسعار منافسة حيث أن سعر القهوة 1000وون أي (87¢).